# Mödritsch
Mödritsch ist eine Ortschaft in der Gemeinde Weitensfeld im Gurktal im Bezirk St. Veit an der Glan in Kärnten. Die Ortschaft hat 2 Einwohner (Stand 1. Jänner 2024).

## Lage
Mödritsch liegt im Nordwesten der Gemeinde Weitensfeld im Gurktal, auf dem Gebiet der Katastralgemeinde Altenmarkt, unterhalb des Mödringbergs, als hinterste Siedlung im vom Mödringbach durchflossenen Zauchwinkelgraben. Linksseitig im Graben, auf etwa 1000 m Höhe, liegt die Kichelhube (früher: Küchler, Nr. 3) mit einigen Nebengebäuden, früher befanden sich hier auch die Höfe Oberer Mödritscher und Unterer Mödritscher. Ein Stück weit höher befindet sich Lenz in Mödritsch (Nr. 1). Rechtsseitig im Graben, auf etwa 1080 m Höhe, liegt die Brunnkeusche.

## Geschichte
Bei Gründung der Ortsgemeinden Mitte des 19. Jahrhunderts kam Mödritsch an die Gemeinde Weitensfeld. 
Am 23. Juli 1901 wurden drei Kinder in Mödritsch vom Blitz erschlagen.
Bei der Kärntner Gemeindestrukturreform von 1973 kam Mödritsch an die damals neu errichtete Gemeinde Weitensfeld-Flattnitz, bei deren Auflösung 1991 wieder zur Gemeinde Weitensfeld im Gurktal.

## Bevölkerungsentwicklung
Für die Ortschaft ermittelte man folgende Einwohnerzahlen:
- 1869: 3 Häuser, 27 Einwohner[3]
- 1880: 3 Häuser, 35 Einwohner[4]
- 1890: 6 Häuser, 35 Einwohner[5]
- 1900: 3 Häuser, 39 Einwohner[6]
- 1910: 5 Häuser, 21 Einwohner[7]
- 1923: 3 Häuser, 20 Einwohner[8]
- 1934: 21 Einwohner[9]
- 1961: 3 Häuser, 20 Einwohner[10]
- 2001: 2 Gebäude (davon 2 mit Hauptwohnsitz) mit 2 Wohnungen; 6 Einwohner und 1 Nebenwohnsitzfall; 0 Arbeitsstätten, 2 land- und forstwirtschaftliche Betriebe[11]
- 2011: 2 Gebäude, 2 Einwohner, 1 Haushalt, 0 Arbeitsstätten[12]
- 2021: 2 Gebäude, 2 Einwohner, 1 Haushalt, 2 Arbeitsstätten[13]